# 주암댐 지석묘군
주암댐 지석묘군(住岩댐 支石墓群)은 대한민국 전라남도 순천시 송광면 우산리에 있는 고인돌이다. 1987년 6월 1일 전라남도의 문화재자료 제154호로 지정되었다.

## 개요
지석묘는 청동기시대의 대표적인 무덤으로 고인돌이라고도 부르며, 주로 경제력이 있거나 정치권력을 가진 지배층의 무덤으로 알려져 있다.
우리나라의 고인돌은 4개의 받침돌을 세워 돌방을 만들고 그 위에 거대하고 평평한 덮개돌을 올려 놓은 탁자식과, 땅속에 돌방을 만들고 작은 받침을 세운 뒤 그 위에 덮개돌을 올린 바둑판식으로 구분된다.
전라남도 지방은 전국에서 고인돌이 가장 많이 분포하는 지역으로 지금까지 발견된 것만 해도 약 2만여 기가 넘는다. 순천에 있는 이 고인돌군은 1986∼1987년 주암댐 수몰지구에서 발굴조사된 것 가운데 상태가 양호한 고인돌을 송광 고인돌 공원으로 이전하여 복원한 것이다. 이들 고인돌 중 송광면 우산리 내우에서 옮겨온 50여 기의 고인돌이 가장 대표적이며, 이곳에서는 비파형동검·간돌칼·돌화살촉·홈자귀 등 많은 유물이 출토되었다.
이곳 공원에는 현재 약 140여 기의 고인돌이 전시되어 있으며, 우리나라의 대표적인 고인돌 학습장으로 각광받고 있다.

## 참고 문헌
- 주암댐지석묘군 - 국가유산청 국가유산포털